# Automecanica Mediaș
Automecanica Mediaș este o companie producătoare de caroserii și remorci din România.
Compania produce autocisterne pentru transportul de combustibili, pentru transportul alimentelor lichide, semiremorci și cisterne și pentru transportul mărfurilor generale, autovehicule pentru salubrizarea urbană și autospeciale pentru construcții.
Compania a fost înființată în anul 1941 sub denumirea de Atelierele de Stat pentru Aeronautică Mediaș, iar în anul 1957 trece la denumirea de Atelierele Centrale de Reparații Auto și Tractoare.
În anul 1962 și-a schimbat domeniul de activitate trecând la execuția de suprastructuri auto și tot atunci a fost redenumită în Automecanica, marca fiind înregistrată la Geneva sub sigla UAM.
Principalii acționari ai Automecanica Mediaș sunt Nick Știrban, Presedinte C.A., care deține un pachet de peste 95% din acțiuni. În ianuarie 2024 a fost anunțată achiziția pachetului majoritar de către Rheinmetall. Tranzacția a fost finalizată în luna iulie 2024, grupul german urmând să dețină 72.5% din companie. 